# 牧本英輔
牧本 英輔（まきもと えいすけ、1941年8月13日 - 2025年4月3日）は、熊本県宇土市長浜町出身で時津風部屋に所属した元大相撲力士。本名同じ。新十両時の四股名は、轟 亘（とどろき わたる）。身長181cm、体重150kg。得意手は左四つ、寄り。最高位は東前頭12枚目（1972年9月場所）。角界関係者からは「マキさん」の呼び名で親しまれていた。

## 来歴・人物
幼い頃から相撲を始め、地元の中学では相撲部に所属し実家が農家であったため中学卒業後は、熊本農業高校に進学。高校の相撲部では、3年時に九州大会で優勝するなど、活躍を見せた。
時津風親方（元横綱・双葉山）の再三の勧誘もあり、高校卒業と同時に時津風部屋へ入門。1960年3月場所で初土俵を踏んだ。同期の初土俵には、後の関脇・長谷川や前頭・嵐山らがいる。本人は、後に入門が周囲による無理やりなものであったと振り返っている。
以来順調に番付を上げてゆき、1965年1月、初土俵から5年弱で十両に昇進した。
十両と幕下を2度往復した後は丸5年間幕下に居たが1971年11月場所で幕下優勝を果たし4度目の十両昇進を決めると、十両でも3場所勝ち越しを続け、1972年9月場所で漸く入幕を果たした。初土俵から76場所目、序ノ口に付いてから75場所目での新入幕で、これは当時大相撲史上1位のスロー入幕記録であった（後に神幸や星岩涛らが更新）。
同場所では好成績を期待されたが、序盤から星が伸びず3勝12敗と大きく負け越して、1場所で十両に落ちた。
翌11月場所では西十両5枚目の地位で大負けして、1場所で幕下に陥落。以後、十両にすら2度と復帰できなかった。さらに、1979年9月場所では、三段目まで下がってしまった。元幕内力士の三段目への陥落は、当時としてはとても珍しい記録であった（昭和以降では、出羽ヶ嶽・國ノ濱・斜里錦らに次いで7人目の珍事）。
それからも十両復帰を目指して土俵に上がり続けたが果たせず、西幕下51枚目に在位した1982年11月場所を以って、引退を表明。
序ノ口から引退までのおよそ22年半、一度も休まず相撲を取り続けた他、現役在位136場所という当時の大相撲記録を作った。41歳まで現役に在った事や幕下以下の総在位場所数「121」という珍記録を残すなど、数々の異色の経歴を残した力士として印象深い。
昭和の時代に於いては、高齢で幕下暮らしを続けると周囲から厳しい目で見られたが、牧本は人間性が評価されたため、現役時代を通して応援されていた。現役末期には商家との縁談があったが、断っている。
引退相撲は弟弟子の元小結・双津竜、元前頭4枚目・谷嵐との合同で行われた。
引退後は日本相撲協会に残らず故郷・熊本に帰り、農業に従事した。2025年4月3日に死去。83歳没。
引退時点では、戦前・戦中生まれの力士は他に高見山大五郎が居るだけだった。すなわち、外国人（外国出身）である高見山を除くと、牧本は戦前・戦中生まれの最後の日本人力士だった。

## エピソード
- 西幕下2枚目に在った1969年11月場所、14日目での東幕下7枚目の國力（伊勢ヶ濱部屋）との3勝3敗同士の一番で、制限時間一杯から勘違いして塩を取りに行って土俵を割ってしまい敗れてしまった事がある[6][7]。ただし、このような場合（時間一杯で立合い成立前に力士が土俵外に出てしまった場合）について負けになると定めた勝負規則は存在しない。
- 40歳を過ぎても土俵に上がり続けた理由は、勝負の緊迫感にあった[4]。
- 現役時代の趣味は読書。料理本を読んで、フランス料理や中華料理を作る事もあった。本は読んだら故郷に送っていたので、部屋には溜まっていなかった[4]。
- 政治に関しては、石原慎太郎と小田実が防衛問題で激論していたのをよくメディアを通して見ていた[4]。
- 牧本は自身が大成しなかった要因として、入門する時に「自分は横綱になる」という大きな夢を持っていなかった事を挙げている[4]。
- 現役末期、当時の幕下が場所ごとに貰っていた手当の7万5千円は、主に本に使っていた。部屋の食事の方が旨いので、外食にはあまり出掛けなかった。カラオケにはあまり行く機会がなかったが、歌うとすれば演歌を歌った[4]。

## 主な成績・記録
- 通算成績：543勝530敗 勝率.506
- 幕内成績：3勝12敗 勝率.200
- 現役在位：136場所（※当時の大相撲記録。後、大潮らが更新）
- 幕内在位：1場所[3]
- 連続出場：1073番（序ノ口以来無休、1960年5月場所-1982年11月場所）[3]
- 各段優勝
  - 幕下優勝：2回（1961年7月場所、1971年11月場所）
  - 序ノ口優勝：1回（1960年5月場所）

### 場所別成績
| | 一月場所 初場所（東京） | 三月場所 春場所（大阪） | 五月場所 夏場所（東京） | 七月場所 名古屋場所（愛知） | 九月場所 秋場所（東京） | 十一月場所 九州場所（福岡） |
| --- | ----------------------- | ----------------------- | ----------------------- | --------------------------- | ----------------------- | --------------------------- |
| 1960年 （昭和35年） | x                       | （前相撲）              | 東序ノ口11枚目 優勝 8–0 | 西序二段8枚目 6–1           | 西三段目60枚目 5–2      | 東三段目30枚目 6–1          |
| 1961年 （昭和36年） | 西幕下83枚目 5–2        | 西幕下57枚目 2–5        | 東幕下81枚目 3–4        | 西幕下90枚目 優勝 7–0       | 西幕下12枚目 3–4        | 西幕下14枚目 1–6            |
| 1962年 （昭和37年） | 東幕下30枚目 2–5        | 東幕下39枚目 3–4        | 西幕下42枚目 3–4        | 西幕下43枚目 2–5            | 東幕下53枚目 4–3        | 西幕下46枚目 4–3            |
| 1963年 （昭和38年） | 東幕下42枚目 3–4        | 東幕下46枚目 2–5        | 西幕下64枚目 3–4        | 東幕下66枚目 6–1            | 西幕下36枚目 3–4        | 東幕下41枚目 3–4            |
| 1964年 （昭和39年） | 東幕下46枚目 3–4        | 東幕下49枚目 4–3        | 西幕下43枚目 6–1        | 東幕下18枚目 5–2            | 東幕下10枚目 4–3        | 西幕下6枚目 5–2             |
| 1965年 （昭和40年） | 東十両18枚目 4–11       | 東幕下6枚目 6–1         | 西十両15枚目 7–8        | 西十両18枚目 5–10           | 西幕下5枚目 3–4         | 西幕下7枚目 3–4             |
| 1966年 （昭和41年） | 西幕下10枚目 4–3        | 西幕下7枚目 3–4         | 西幕下9枚目 3–4         | 西幕下11枚目 4–3            | 東幕下10枚目 4–3        | 東幕下8枚目 5–2             |
| 1967年 （昭和42年） | 東幕下2枚目 2–5         | 東幕下9枚目 5–2         | 西幕下11枚目 4–3        | 東幕下7枚目 3–4             | 西幕下9枚目 4–3         | 東幕下7枚目 5–2             |
| 1968年 （昭和43年） | 西幕下筆頭 3–4          | 東幕下4枚目 3–4         | 西幕下6枚目 4–3         | 西幕下3枚目 2–5             | 西幕下12枚目 4–3        | 西幕下7枚目 4–3             |
| 1969年 （昭和44年） | 西幕下5枚目 2–5         | 東幕下15枚目 3–4        | 東幕下21枚目 5–2        | 西幕下10枚目 4–3            | 東幕下5枚目 4–3         | 西幕下2枚目 3–4             |
| 1970年 （昭和45年） | 西幕下4枚目 3–4         | 西幕下7枚目 4–3         | 東幕下6枚目 3–4         | 東幕下11枚目 5–2            | 東幕下4枚目 6–1         | 東十両11枚目 8–7            |
| 1971年 （昭和46年） | 東十両9枚目 7–8         | 東十両13枚目 8–7        | 西十両9枚目 8–7         | 西十両5枚目 6–9             | 西十両9枚目 6–9         | 東幕下筆頭 優勝 7–0         |
| 1972年 （昭和47年） | 西十両5枚目 5–10        | 東十両10枚目 11–4       | 東十両2枚目 8–7         | 西十両筆頭 9–6              | 東前頭12枚目 3–12       | 西十両5枚目 3–12            |
| 1973年 （昭和48年） | 東幕下筆頭 1–6          | 東幕下19枚目 3–4        | 東幕下25枚目 4–3        | 東幕下20枚目 3–4            | 東幕下29枚目 4–3        | 東幕下26枚目 5–2            |
| 1974年 （昭和49年） | 東幕下13枚目 4–3        | 西幕下11枚目 3–4        | 東幕下18枚目 4–3        | 西幕下12枚目 3–4            | 東幕下19枚目 5–2        | 東幕下12枚目 5–2            |
| 1975年 （昭和50年） | 西幕下7枚目 3–4         | 東幕下12枚目 5–2        | 東幕下5枚目 2–5         | 東幕下17枚目 3–4            | 東幕下24枚目 3–4        | 西幕下31枚目 4–3            |
| 1976年 （昭和51年） | 東幕下26枚目 4–3        | 西幕下20枚目 3–4        | 西幕下26枚目 3–4        | 西幕下36枚目 5–2            | 西幕下19枚目 4–3        | 東幕下11枚目 3–4            |
| 1977年 （昭和52年） | 西幕下18枚目 4–3        | 東幕下13枚目 2–5        | 東幕下32枚目 3–4        | 西幕下40枚目 4–3            | 西幕下33枚目 3–4        | 東幕下42枚目 4–3            |
| 1978年 （昭和53年） | 西幕下34枚目 5–2        | 西幕下16枚目 3–4        | 東幕下24枚目 4–3        | 西幕下16枚目 5–2            | 西幕下8枚目 4–3         | 東幕下6枚目 3–4             |
| 1979年 （昭和54年） | 東幕下15枚目 2–5        | 西幕下34枚目 5–2        | 西幕下17枚目 1–6        | 東幕下39枚目 2–5            | 東三段目筆頭 4–3        | 東幕下51枚目 4–3            |
| 1980年 （昭和55年） | 東幕下41枚目 4–3        | 西幕下30枚目 4–3        | 東幕下24枚目 2–5        | 西幕下46枚目 3–4            | 西幕下59枚目 5–2        | 東幕下37枚目 3–4            |
| 1981年 （昭和56年） | 西幕下48枚目 4–3        | 西幕下33枚目 5–2        | 東幕下17枚目 3–4        | 東幕下26枚目 3–4            | 西幕下34枚目 3–4        | 西幕下40枚目 4–3            |
| 1982年 （昭和57年） | 西幕下27枚目 0–7        | 東幕下57枚目 2–5        | 東三段目18枚目 6–1      | 西幕下41枚目 2–5            | 西三段目筆頭 4–3        | 西幕下51枚目 引退 2–5–0     |
| 各欄の数字は、「勝ち-負け-休場」を示す。 優勝 引退 休場 十両 幕下 三賞：敢=敢闘賞、殊=殊勲賞、技=技能賞 その他：★=金星 番付階級：幕内 - 十両 - 幕下 - 三段目 - 序二段 - 序ノ口 幕内序列：横綱 - 大関 - 関脇 - 小結 - 前頭（「#数字」は各位内の序列） |                         |                         |                         |                             |                         |                             |

### 幕内対戦成績
| 力士名 | 勝数 | 負数 | 力士名 | 勝数 | 負数 | 力士名 | 勝数 | 負数 | 力士名 | 勝数 | 負数 |
| ------ | ---- | ---- | ------ | ---- | ---- | ------ | ---- | ---- | ------ | ---- | ---- |
| 朝登   | 1    | 0    | 北瀬海 | 0    | 1    | 大竜川 | 0    | 1    | 福の花 | 0    | 1    |
| 藤ノ川 | 1    | 0    | 吉王山 | 0    | 1    | 琉王   | 0    | 1    | 若ノ海 | 0    | 1    |

## 改名歴
- 牧本 英輔（まきもと えいすけ、1960年5月場所-?・1969年3月場所-1982年11月場所）
- 牧本 英邦（まきもと ひでくに、時期不明）
- 轟 亘（とどろき わたる、1963年1月場所-1969年1月場所）※新十両昇進時の名。名付け親は当時の時津風親方（元双葉山）であり、一説には後援会員の名前をそのまま採用したともされている[3]。